# Andrijevica (município)
Andrijevica é um município de Montenegro. Sua capital é a vila de Andrijevica.

## Principais localidades
- Andrijevica - Capital
- Trepacha
- Kuti

## Demografia
De acordo com o censo de 2003 a população do município era composta de:
- Sérvios (65,08%)
- Montenegrinos (23,10%)
- Muçulmanos por nacionalidade (0,13%)
- Croatas (0,03%)
- outros (0,34%)
- não declarados (11,31%)

## Independência de Montenegro
No referendo realizado no dia 21 de Maio de 2006 que decidiu pela independência de Montenegro, os números do município foram os seguintes:
- total de eleitores cadastrados: 4.369
- eleitores que votaram: 3.928
- votos a favor da manutenção da união com a Sérvia: 2.824 (72,26%)
- votos a favor da independência de Montenegro: 1.084 (27,74%)